# Praia de Camurupim
A Praia de Camurupim está localizada no litoral sul do Rio Grande do Norte, no município de Nísia Floresta, a cerca de 30km da capital, Natal. A praia é formada por uma série de arrecifes que se coadunam em enseadas. A principal atração é a Pedra Oca, gruta entre os arrecifes, que emerge apenas na maré baixa, quando é possível a visitação.